# 1673 van Houten
1673 van Houten (1937 TH) là một tiểu hành tinh vành đai chính được phát hiện ngày 11 tháng 10 năm 1937 bởi K. Reinmuth ở Heidelberg.